# 크리스토퍼 니콜라스 스미스

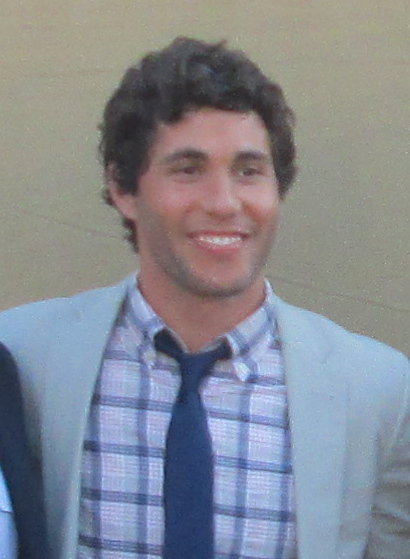
2013년 모습

크리스토퍼 니컬러스 스미스(Christopher Nicholas Smith)는 미국의 배우이다.

## 출연 작품

### 영화
- 리틀 칠드런 (2006)
- 파라노말 액티비티 3 (2011)
- 릴럭턴트 펀더멘탈리스트 (2012)
- 이너프 세드 (2013) - 핼 역
- 아기배달부 스토크 (2016)

### 텔레비전
- 30 ROCK (2009)
- 오피스 (2011)
- 민디 프로젝트 (2013)
- 내가 그녀를 만났을 때 (2013)
- 뉴스룸 (2014)
- 맘 (2015)
- 위기의 친구들 (2017)
- 영 앤 헝그리 (2018)
- 커브 유어 엔수지애즘 (2024)